# Dendroica
Dendroica es un género obsoleto de aves paseriformes de la familia Parulidae.

## Taxonomía
Los análisis genéticos indicaron que Dendroica y Setophaga debían fusionarse. Este cambio fue aceptado en las clasificaciones de la American Ornithologists' Union y del Congreso Ornitológico Internacional. Como el nombre Setophaga (publicado 1827) tenía prioridad sobre Dendroica (publicado en 1842), al aceptarse la fusión trasladaron todas las especies a Setophaga.

## Lista de especies
En el momento de la fusión el género contenía 29 especies:

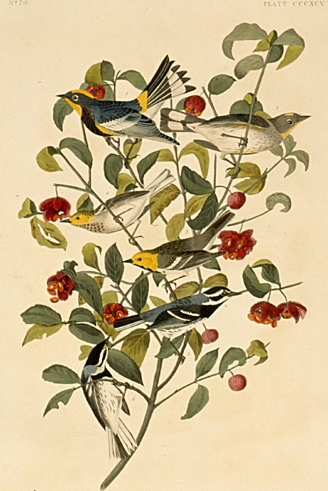
Dendroica según Audubon.

- Reinita puertorriqueña (Dendroica adelaidae)
- Reinita de Ángela (Dendroica angelae)
- Reinita azulada (Dendroica caerulescens)
- Reinita castaña (Dendroica castanea)
- Reinita cerúlea (Dendroica cerulea)
- Reinita caridorada (Dendroica chrysoparia)
- Reinita coronada (Dendroica coronata)
- Reinita de Santa Lucía (Dendroica delicata)
- Reinita galana (Dendroica discolor)
- Reinita gorjiamarilla (Dendroica dominica)
- Reinita gorjinaranja (Dendroica fusca)
- Reinita de Grace (Dendroica graciae)
- Reinita de Kirtland (Dendroica kirtlandii)
- Reinita de magnolia (Dendroica magnolia)
- Reinita gris (Dendroica nigrescens)
- Reinita cabecigualda (Dendroica occidentalis)
- Reinita palmera (Dendroica palmarum)
- Reinita de Pensilvania (Dendroica pensylvanica)
- Reinita de manglar (Dendroica petechia)
- Reinita jamaicana (Dendroica pharetra)
- Reinita del pinar (Dendroica pinus)
- Reinita coroniverde (Dendroica pityophila)
- Reinita plúmbea (Dendroica plumbea)
- Reinita estriada (Dendroica striata)
- Reinita de Barbuda (Dendroica subita)
- Reinita atigrada (Dendroica tigrina)
- Reinita de Townsend (Dendroica townsendi)
- Reinita dorsiverde (Dendroica virens)
- Reinita de las Caimán (Dendroica vitellina)